# عبث الأقدار
عبث الأقدار (أو حكمة خوفو) هي أول رواية لنجيب محفوظ بدأ فيها مسيرته معتمدًا على الوسائل التقليدية للرواية. مثلت هذه الرواية مع روايتي رادوبيس وكفاح طيبة المرحلة التاريخية في مسيرة نجيب محفوظ الروائية. تمازجت الأسطورة مع التاريخ في هذه الرواية وألقت الضوء على العلاقات داخل الأسرة الفرعونية الحاكمة في عصر بناء هرم الفرعون خوفو. تناقش الرواية الاستبداد والقوة وتطرح قضية الصراع بين الإرادة الفردية وحتمية القدر. تُعد الرواية البداية الحقيقية للرواية التاريخية القومية. حُولت هذه الرواية إلى مسلسل يُدعى الأقدار بعد حذف كلمة «عبث» للتعارض مع المفاهيم الدينية. المسلسل بطولة عزت العلايلي، وأحمد سلامة، وعبد الله محمود.
أصدرت دار الشروق عام 1989 نسخة مبسطة للناشئين من الرواية تحت عنوان عجائب الأقدار مع رسومات لحلمي التوني. تُرجمت الرواية إلى الإنجليزية عام 2003 بعنوان حكمة خوفو (بالإنجليزية: Khufu's Wisdom)، وإلى الألمانية في 2007 بعنوان خوفو (بالألمانية: Cheops)، وتُرجمت إلى الفرنسية والإسبانية تحت عنوان لعنة رع ((بالفرنسية: La Malédiction de Râ) و(بالإسبانية: La maldición de Ra).

## الأحداث الرئيسية
تبدأ أحداث الرواية بجلسة تجمع الملك خوفو بأبنائه، وبعض الحكماء، والفنان ميرابو، مهندس الهرم الأكبر. يتحدث الأمير هوراديف عن الساحر ديدي الذي بدوره يخبر الملك بنبوئته التي تقول أنه سيكون آخر من يحكم مصر، وأن من سيحكم بعده هو طفل وُلد في القرية لكاهن الإله رع. بعد أن شاور أتباعه، يقرر خوفو تجهيز حملة تحت قيادته لقتل ذلك الطفل.
أثناء طريق الحملة الفرعونية إلى منزل الكاهن، أخبرت إحدى خادمات الكاهن فرعون بأمر نبوءة الكاهن وأن زوجته، رده ديديت، ستلد طفلًا ذكرًا سيحكم عرش مصر في المستقبل، فيقرر الكاهن تهريب زوجته وابنه مع الجارية زايا إلى مكان بعيد. يصل فرعون إلي منزل الكاهن، والذي لم يستطيع قتل طفل إحدي الجواري الذي ولد في نفس اليوم علي أنه الطفل الموعود، فيقرر قتل نفسه ويقتل الأمير رعخعوف ذلك الطفل وأمه. يعود خوفو ومن معه ظنًا منهم علي أنهم تخلصوا من الطفل صاحب النبوءة. يعترض طريق زايا بعض اللصوص، فتترك الأم وتهرب مع الطفل. وتعلم فيما بعد أن زوجها كاردا مات أثناء العمل، فتتزوج المهندس بيشاور ويتربي الطفل ددف رع في كنفه مع أبناء المهندس، ويدخل المدرسة الحربية.

## وصلات خارجية
- صفحة رواية عبث الأقدار على موقع جود ريدز
- مفهوم التاریخ وتجلیاته فی روایة «عبث الأقدار» لنجیب محفوظ